# Bryant Park

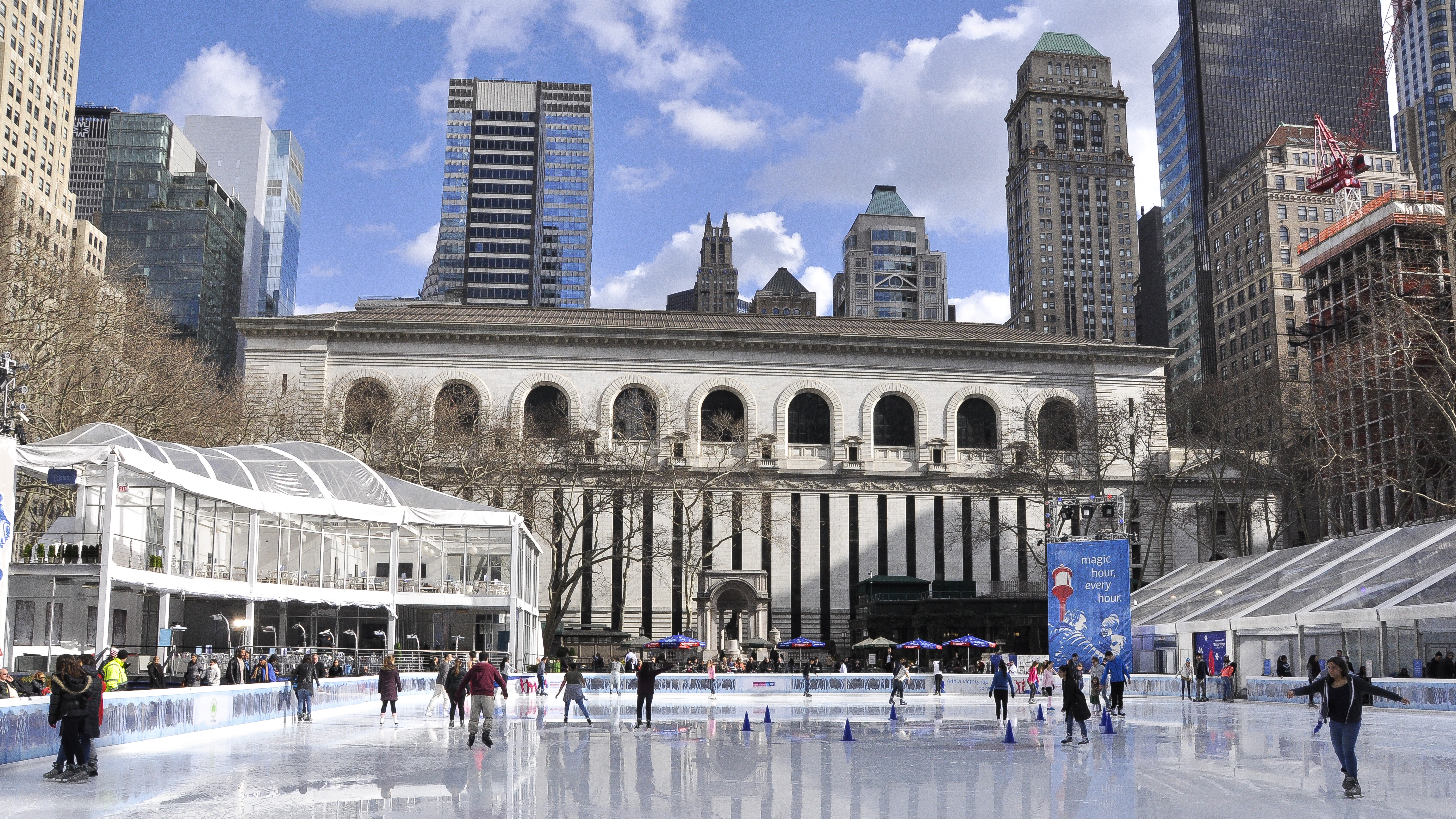
Bryant Park met schaatsbaan in februari 2016

Bryant Park is een park van 39.000 m² in New York. Het park ligt in Midtown Manhattan, tussen de wolkenkrabbers van Fifth Avenue, Sixth Avenue, 40th Street en 42nd Street. Het park is vernoemd naar de dichter William Cullen Bryant.
Het hoofdgebouw van de New York Public Library staat in het park. Hoewel het park van de stad New York is, wordt het beheerd door een nonprofitorganisatie, de Bryant Park Corporation.
Tegenover het park, op de hoek van 42nd Street en Sixth Avenue, is in 2009 de Bank of America Tower gebouwd. Dit 366 meter hoge hoofdkwartier van de Bank of America heet formeel 1 Bryant Park. Op de andere hoek, van 42nd Street en Fifth Avenue, staat de art decowolkenkrabber 500 Fifth Avenue.
Van 1994 tot en met 2009 werd de New Yorkse modeweek, New York Fashion Week, jaarlijks in Bryant Park gehouden.

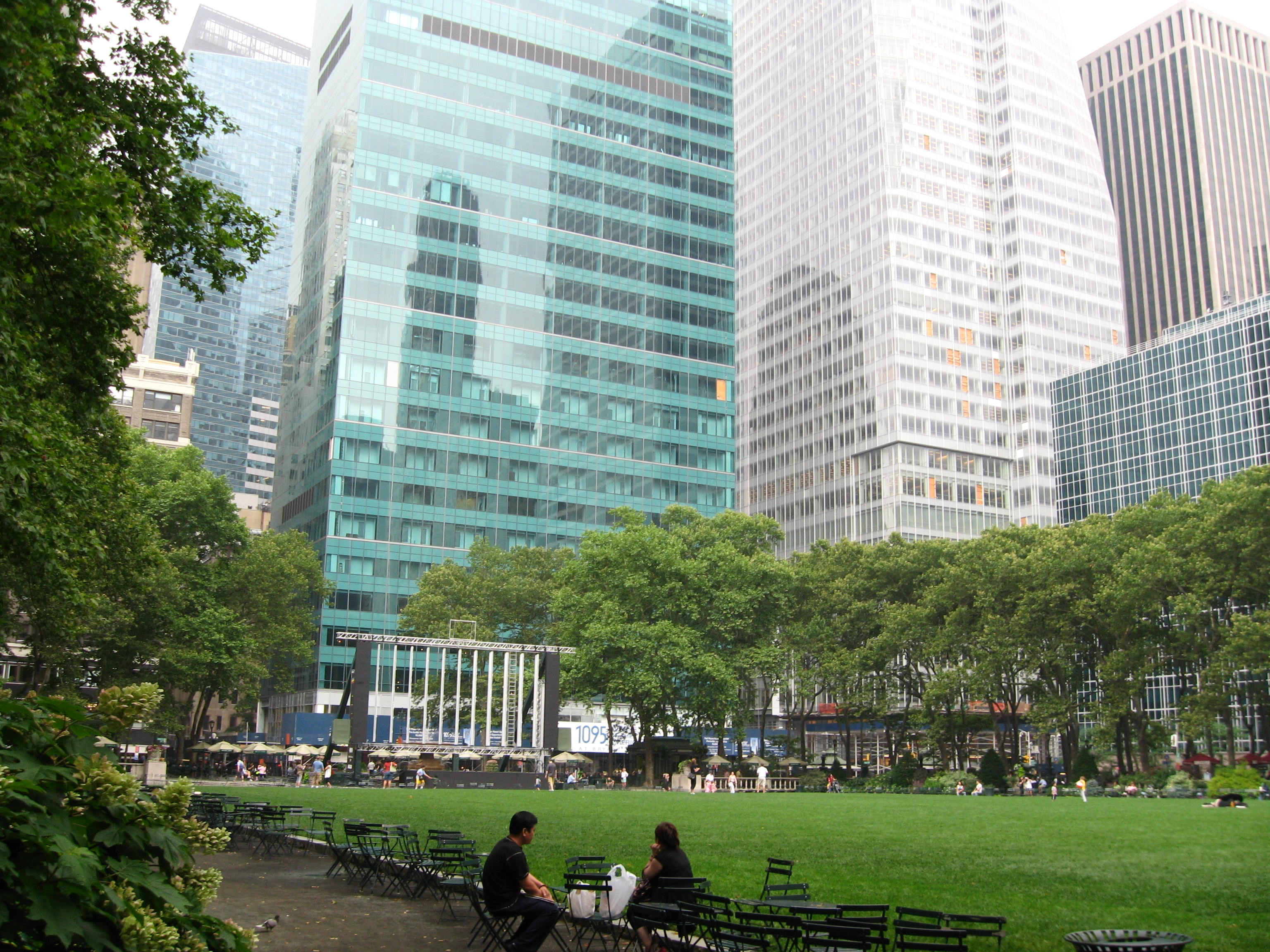
Bryant Park
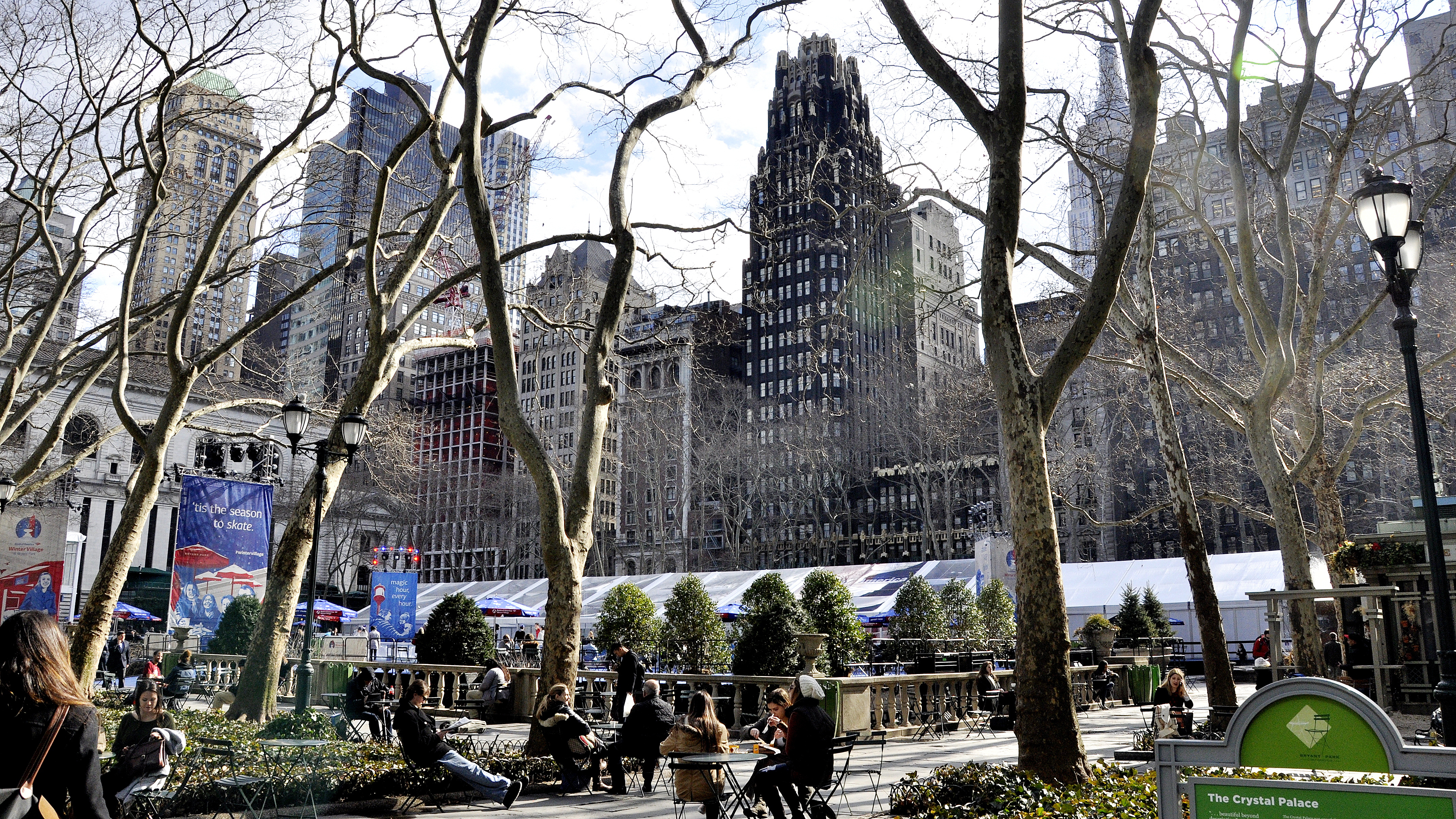
Bryant Park
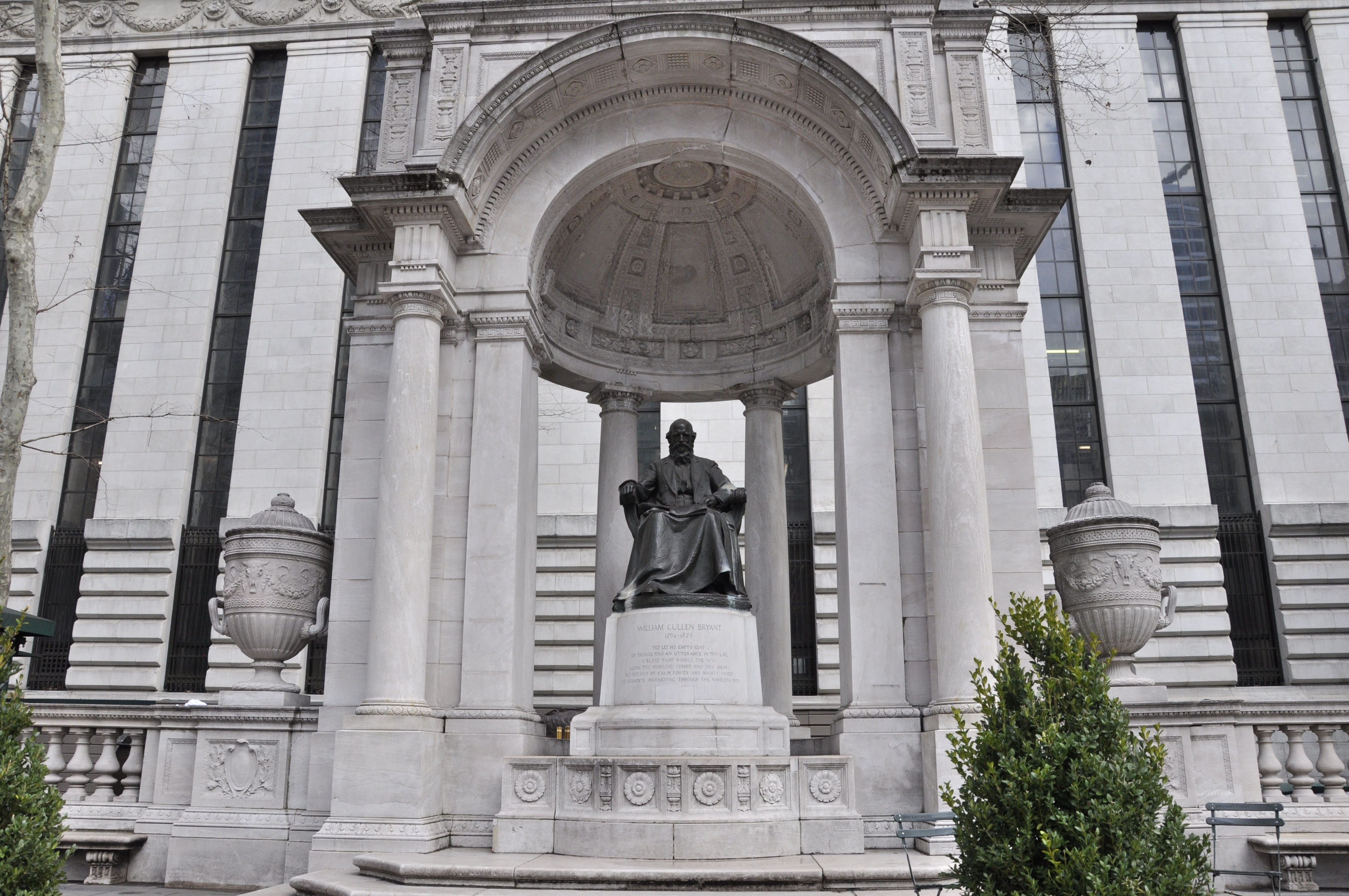
Standbeeld van William Cullen Bryant